# Dominique Tiberi
Pour les articles homonymes, voir Tiberi.
Dominique Tiberi (née le 23 octobre 1955 à Ventiseri (Haute-Corse)) est une productrice, scénariste et réalisatrice française. Elle est directrice de la société Stella Productions, qu'elle a créée en 1990.

## Biographie
Issue d'une famille de six enfants, Dominique Tiberi a grandi à Ventiseri en Corse. Elle fait ses classes au collège de Morta puis au lycée de Bastia. Elle obtient en 1980 une maîtrise de droit privé à l'université de Nice, puis un diplôme d'études cinématographiques à l'ESEC à Paris et un DEA en sciences de l'information et de la communication à l'université de Nice. Elle soutient un doctorat en lettres et sciences humaines de l'université de Caen, sous la direction de René Prédal, sur Le dispositif photographique et l'image de la Corse, 1839/1962.
Elle s'implique dans plusieurs associations. Elle contribue, en 1982, à la création de Sinemassoci (structure associative de création cinématographique). En 1995 elle pose la question de la diffusion alternative de films et met sur pied, avec Luc Lucciani, Béatrice Castoriano, Martine Antiche et Marie-Dominique Paolini l'association Bastia sur Court, qui a pour objectif la diffusion de courts métrages indépendants et organise entre 1995 et 2000 le festival du Court-Métrage de Bastia. Depuis 2009, Bastia sur Court tisse un partenariat avec l'association Troisième Œil et divers partenaires pour proposer aux publics bastiais des projections alternatives.
De 1993 à 1997 elle est conceptrice et commissaire d’expositions photographiques pour le Musée de la Corse,. Elle est chargée de cours à l'université de Corse Pascal-Paoli, entre 1995 et 2006, en qualité d'enseignant contractuel. Productrice et réalisatrice, Dominique Tiberi est membre du Conseil économique social et culturel de Corse en qualité de représentante du collège Culture.
Créatrice de la société Stella Productions, Dominique Tiberi a produit plus de cinquante films pour la télévision et le cinéma (documentaires de création, courts-métrages et films institutionnels) et réalisé une quinzaine de films.

## Filmographie

### Productrice

#### Documentaires
- 1992 Resistenza di una valle de Chiara Sasso, documentaire 26 minutes sur la Vallée de Susa.
- 1997 Traces /Vistighe, réalisation Dominique Tiberi, 52 minutes sur les traces laissées par les hommes à travers les travaux d’un archéologue et ceux d’un artiste contemporain. France 3 Corse et le câble de Marseille.
- 1997 Pile ou face de Lucia Reggiani, 52 minutes sur l’exil des militants politiques italiens à Paris.
- 2000 Quel oiseau tu es si tu ne voles pas ?, réalisation François Barat, 52 minutes sur l’exploitation du bois dans le sud de la Corse et son exportation vers la Sardaigne. France 3 Corse.
- 2001 Le Car, réalisation Dominique Tiberi , 52 minutes sur l’histoire du car et de la famille qui exploite la ligne de voyageurs de Ventiseri à Bastia à travers le regard de Jean-Baptiste le chauffeur. Coproduction France 3 Corse.
- 2002 Streghe, Mazzeri, Nasimozzi, réalisation Dominique Tiberi, 52 minutes, sur les sorcières et les fées en Corse à partir du Conte et des souvenirs d’enfance. Coproduction France 3 Corse.
- 2002 Peines de vie, réalisation Eric Bergel, 52 minutes sur le la vie quotidienne des détenus au pénitencier de Casabianda. Coproduction France 3 Corse.  Diffusé sur France 3 national, Canal France International, Planète. Prix spécial Circom Sélectionné au Fipatel 2003
- 2003 Jeanne est en Italie, réalisation Marie-Jeanne Tomasi, 52 minutes. Coproduction France 3 Corse.
- 2003 Terreur ordinaire, réalisation Lucia Reggiani et Dominique Tiberi, 52 minutes. Coproduction France 3 Corse.
- 2003 Credacci, réalisation Eric Bergel, 52 minutes. Coproduction France 3 Corse. Diffusé sur France 3 National. Sélectionné au Fipatel 2003
- 2004 La sérénité sans Carburant, réalisation Marie Famulicki, 52 minutes. Coproduction France 3 Corse. Sélectionné au Festival International de Montpellier.
- 2004 I Ghjuvannali, réalisation Dominique Tiberi, 52 minutes, sur les hérétiques corses. Coproduction France 3 Corse.
- 2005 Un seculu di passione, réalisation Gérôme Bouda, 52 minutes sur le Sporting Club de Bastia. Coproduction France 3 Corse.
- 2005 My Beautiful Pigeot, réalisation Eric Bergel, 52 minutes sur la Vallée de l’Ourika au Maroc. Coproduction France 3 Corse.
- 2005 Mémoires alternées, réalisation Maïa Simoni, 52 minutes sur le retour au Vietnam de la réalisatrice à la recherche des traces de sa mère. Coproduction France 3 Corse.
- 2005 L’Ami anglais, réalisation Marie-Jeanne Tomasi, 52 minutes, sur l’histoire de James Boswell venu en Corse pour rencontrer Pascal Paoli. Coproduction France 3 Corse.
- 2005 Cheval, mon trésor, réalisation Dominique Tiberi, 52 minutes, sur la passion autour des courses de chevaux en Corse. Coproduction France 3 Corse.
- 2005 Dolinde Luciani, juste parmi les nations, réalisation Delphine Leoni, 26 minutes, sur Dolinde Luciani qui a sauvé une famille juive pendant la deuxième guerre mondiale. Coproduction France 3 Corse.
- 2006 A Granitula, réalisation Félicia Massoni, 52 minutes sur la procession du Vendredi Saint dans la région d’Orezza. Coproduction France 3 Corse.
- 2006 Il viaggiatore Goloso, réalisation Marie-Jeanne Tomasi, 52 minutes, sur la cuisine en Corse, en Toscane et en Sardaigne. France 3 Corse.
- 2007 La Dernière Barque, réalisation François Bernardini, 52 minutes, sur les barques méditerranéennes. Coproduction France 3 Corse.
- 2007 I Chjami Aghjalesi, réalisation Dominique Tiberi, 52 minutes, sur le groupe corses I Chjami Aghjalesi. Coproduction France 3 Corse.
- 2007 Corse, Beauté antique, réalisation Marc Azema, 52 minutes. Coproduction France 3 Corse.
- 2008 Moi Esclave, réalisation François Barat, 26 minutes. Diffusé sur France 3 Corse.
- 2008 Jean-Toussaint Desanti, un destin de philosophe réalisation Marcel Rodriguez, 52 minutes, en coproduction avec Métis Film et France 3 Corse.
- 2008 Tomasi l'héritage d'un regard, réalisation Michel Tomasi, écrit par Yves Sansonetti et Michel Tomasi, 52 minutes, sur le fonds photographique Tomasi. Coproduction France 3 Corse.
- 2008 Aux Frontières de l’Immortalité, réalisation Gérald Caillat, 52 minutes. Coproduction Kaleo Films, Arte France.
- 2008 Drôles d’Accents, réalisation Marc Khanne, 52 minutes. Coproduction Les films de la Castagne et France 3 Toulouse.
- 2008 Les Caprices de Mariani, réalisation Jean-Luc Delmon-Casanova, 52 minutes. Coproduction avec France 3 Corse.
- 2008 L’Île du temps, Carloforte, réalisation Michele Vietri, 52 minutes, sur l’île de Carloforte située au sud de la Sardaigne. Coproduction France 3 Corse Via Stella.
- 2009 Journal d’une orange, aller simple réalisation Jacqueline Gesta, 52 minutes sur la culture de l’orange de Jaffa. Coproduction France 3 Corse Via Stella.
- 2009 Les Cathédrales du désert, La Corse au Moyen Âge, réalisation Marc Azema, 52 minutes. Coproduction France 3 Corse Via Stella.

Sélection officielle Rassegna Internazionale del Cinema Archeologico, Museo Civico di Rovereto (21a edizione).
- 2009 Un jour la pandémie viendra, réalisation Jill Emery, 57 minutes, projet initié par Stella Productions en coproduction avec Mat Films, France 2.
- 2009 Famille, réalisation François Farellacci, 52 minutes. Coproduction France 3 Corse Via Stella. Sélection officielle au 27e Torino Film Festival. Prix: Avanti Award.
- 2010 Souvenirs d’Aurore, réalisation Daniel Bansard, 52 minutes, L’histoire et la destruction d’un des plus grands immeubles d’une cité au sud de Bastia. Coproduction avec France 3 Corse Via Stella.
- 2010 Dans le silence, je sens rouler la terre, réalisation Mohamed Lakhdar Tati, 52 minutes. Coproduction France 3 Corse Via Stella.

Sélection officielle aux Rencontres cinématographiques de Bejaïa, Algérie. Sélection officielle au FESPACO de Ouagadougou.
- 2010 Caserne, Une histoire d'amour, réalisation François Barat, 52 minutes. Coproduction France 3 Lorraine Champagne Ardenne. Sélectionné au Fipatel 2010.
- 2011 30 000 ans après, réalisation Maya Rosa en coproduction avec Le Miroir.
- 2011 Le chemin des rêves, réalisation Dominique Tiberi, 52 minutes, Coproduction avec France 3 Corse Via Stella.
- 2011 Ghjuvà est mort, réalisation Gérôme Bouda, 52 minutes, sur Jean Simonpoli, résistant et surréaliste exécuté par l'armée allemande pendant la seconde guerre mondiale. Coproduction avec France 3 Corse Via Stella.
- 2011 Terra Vecchia, Demain, réalisation Céline Ceccaldi, 52 minutes, sur la restructuration des quartiers « Terra Vecchia » de la ville de Bastia. En coproduction avec Corsesca Services et France 3 Corse Via Stella.
- 2011 Sœur Marie Simon Pierre, une guérison inexpliquée, réalisation Grzegorz Tomczak, 52 minutes, sur la béatification de Jean Paul II. Coproduction KTO (France) et TVP Polonia (Pologne).

#### Fiction
- 2011 L’hétaïre réalisation Pierre Antonetti, 26 minutes
- 1990 Soleil de novembre réalisation Dominique Tiberi, 35 mm, 13 minutes

Primé à Bastia lors du Festival du film et des cultures méditerranéennes.
- 1990 L’impetrata réalisation Dominique Tiberi, 35 mm, 12 minutes, prix du scénario méditerranéen en Languedoc Roussillon.
- 1990 Off limits réalisation Alessandro Vitagliano, 35 mm, 8 minutes.

### Réalisatrice

#### Documentaire
- 1992 Resistenza di una valle de Chiara Sasso, documentaire 26 minutes sur la Vallée de Susa.
- 1997 Traces /Vistighe, réalisation Dominique Tiberi, 52 minutes sur les traces laissées par les hommes à travers les travaux d’un archéologue et ceux d’un artiste contemporain. France 3 Corse et le câble de Marseille.
- 2001 Le Car, réalisation Dominique Tiberi, 52 minutes sur l’histoire du car et de la famille qui exploite la ligne de voyageurs de Ventiseri à Bastia à travers le regard de Jean-Baptiste le chauffeur. Coproduction France 3 Corse.
- 2002 Streghe, Mazzeri, Nasimozzi, réalisation Dominique Tiberi, 52 minutes, sur les sorcières et les fées en Corse à partir du Conte et des souvenirs d’enfance. Coproduction France 3 Corse.
- 2003 Terreur ordinaire, réalisation Lucia Reggiani et Dominique Tiberi, 52 minutes. Coproduction France 3 Corse.
- 2004 La Sérénité sans carburant, réalisation Marie Famulicki, 52 minutes. Coproduction France 3 Corse. Sélectionné au Festival international de Montpellier.
- 2004 I Ghjuvannali, réalisation Dominique Tiberi, 52 minutes, sur les hérétiques corses. Coproduction France 3 Corse.
- 2005 Cheval, mon trésor, réalisation Dominique Tiberi, 52 minutes, sur la passion autour des courses de chevaux en Corse. Coproduction France 3 Corse.
- 2007 I Chjami Aghjalesi, réalisation Dominique Tiberi, 52 minutes, sur le groupe corses I Chjami Aghjalesi. Coproduction France 3 Corse.
- 2011 Le chemin des rêves, réalisation Dominique Tiberi, 52 minutes, Coproduction avec France 3 Corse Via Stella.

#### Fiction
- 1990 Soleil de novembre, réalisation Dominique Tiberi, 35 mm, 13 minutes

Primé à Bastia lors du Festival du film et des cultures méditerranéennes.
- 1990 L’impetrata, réalisation Dominique Tiberi, 35 mm, 12 minutes, prix du scénario méditerranéen en Languedoc Roussillon.